# HD 14412
HD 14412 är en ensam stjärna belägen i den norra delen av stjärnbilden Ugnen som också har Gould-beteckningen 22 G. Fornacis. Den har en skenbar magnitud av ca 6,33 och är mycket svagt synlig för blotta ögat där ljusföroreningar ej förekommer. Baserat på parallax enligt Gaia Data Release 2 på ca 77,9 mas, beräknas den befinna sig på ett avstånd på ca 42 ljusår (ca 13 parsek) från solen. Den rör sig bort från solen med en heliocentrisk radialhastighet på ca 7,5 km/s.

## Egenskaper
HD 20868 är en gul till vit stjärna i huvudserien av spektralklass G8 V. Den har en massa som är ca 0,82 solmassor, en radie som är ca 0,74 solradier och har ca 0,44 gånger solens utstrålning av energi från dess fotosfär vid en effektiv temperatur av ca 5 500 K.
HD 14412 har undersökts efter tecken på en omgivande stoftskiva eller en planetarisk följeslagare, men fram till år 2012 har ingen sådan upptäckts.